# Johann Friedrich Leopold Duncker

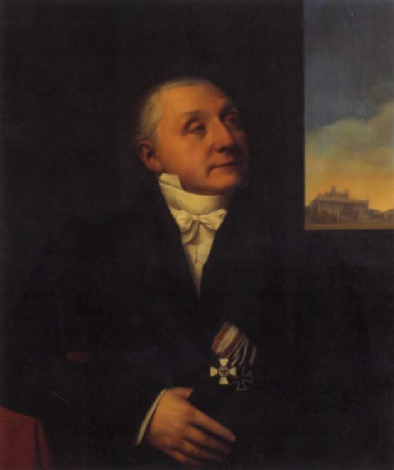
Johann Friedrich Leopold Duncker, Ölgemälde von seinem Sohn Carl Duncker, 1829

Johann Friedrich Leopold Duncker (* 1768 oder 1770; † 21. August 1842 in Berlin) war ein preußischer Beamter, Dichter und Dramatiker.

## Leben
Friedrich Duncker war zuerst Kriegsrat, dann erster vortragender Kabinettssekretär des Königs von Preußen und Geheimer Oberregierungsrat im Kabinett Friedrich Wilhelms III.
Zum Tod der Königin Luise schrieb er zusammen mit dem Komponisten Ludwig Hellwig das Lied Louise ist nicht mehr, das bei der sogenannten „Nachtfeier“ am 18. August 1810 im Konzertsaal des Opernhauses vorgetragen und auf Kosten der beiden Autoren zugunsten der Luisen-Stiftung herausgegeben wurde (Grobenschütz, Berlin 1810).
Als geheimer Kabinettssekretär begleitete er im September 1814 den preußischen König zum Wiener Kongress. In Wien lebte er bei der Familie Giannatasio del Rio, bei der er die Bekanntschaft Ludwig van Beethovens machte, dessen Musik er verehrte. Duncker bat ihn, die Musik für sein Drama Leonore Prohaska (in Gedenken an Eleonore Prochaska) zu komponieren. Beethoven erfüllte die Bitte im Frühjahr 1815 mit seiner Musik zum Drama Leonore Prohaska WoO 96 für Sopran, Männerchor und Orchester. Das Drama wie auch Beethovens Musik gelangten allerdings zu Lebzeiten der beiden Autoren nicht zur Aufführung.
Außerdem wurde Duncker als Verfasser der preußischen Nationalhymne (Borussia) bekannt, die von Spontini vertont wurde. Er ist auch Autor des Textes zum Lied Die Urstätte („Wer nicht so viel sein Eigen nennt“, Musik von Carl Friedrich Rungenhagen).
Friedrich Duncker war der Vater des gehörlosen Historienmalers Carl Duncker (1808–1868). Er wohnte zuletzt im Königsmarckschen Palais, Mauerstraße 36, wo er auch starb.

## Auszeichnungen
Duncker war Ritter des Roten Adlerordens II. Klasse, des Eisernen Kreuzes und Kommandeur des schwedischen Wasaordens.

## Werke (Auswahl)
- Louise ist nicht mehr, Gedicht, vertont von Ludwig Hellwig, Grobenschütz, Berlin 1810
- Leonore Prohaska, Drama, um 1814 (verschollen)
- Standpunkte für die Philosophie und Kritik der Ordnung mit Gesetzgebung, zur Sicherstellung des unabänderlichen Grundgesetzes aller Staatsvereine, Duncker und Humblot, Berlin 1829
- Das Recht, aus dem Gesetz des Lebens als Leitfaden eines Gesetzbuches entwickelt, Duncker & Humblot, Berlin 1831 (books.google.de)

## Weitere Weblinks
- Konvolut von Gedichten von J. F. L. Duncker, handschriftlich, Berlin, um 1810, bei der Deutschen Digitalen Bibliothek